# Więzienie w koszarach Stauferkaserne
Więzienie w Stauferkaserne – prowizoryczne więzienie, a zarazem punkt zborny dla wypędzanych mieszkańców Warszawy, utworzone przez Niemców w pierwszych dniach powstania warszawskiego na terenie kompleksu koszarowego SS-Stauferkaserne przy ulicy Rakowieckiej 4. W sierpniu i wrześniu 1944 przez koszary SS na Mokotowie przeszło tysiące mieszkańców dzielnicy. Przetrzymywano ich tam w ciężkich warunkach i poddano wyjątkowo brutalnemu traktowaniu. W czasie powstania warszawskiego na terenie Stauferkaserne miały miejsce liczne egzekucje, których ofiarą padło co najmniej 100 osób.

## Utworzenie więzienia
W czasie okupacji niemieckiej kompleks gmachów Sztabu Głównego Wojska Polskiego położony przy ulicy Rakowieckiej 4 na warszawskim Mokotowie został przekształcony w koszary SS – tzw. SS-Stauferkaserne. W momencie wybuchu powstania warszawskiego stacjonował tam 3. batalion zapasowy grenadierów pancernych SS, który liczył ok. 600 żołnierzy wspartych kompanią czołgów. 1 sierpnia 1944 koszary zostały zaatakowane przez żołnierzy AK z batalionu szturmowego „Odwet II” i grupy artyleryjskiej „Granat” jednak doskonale uzbrojeni i dobrze umocnieni esesmani zdołali odeprzeć polskie natarcie.
2 sierpnia w godzinach porannych esesmani z garnizonu Stauferkaserne przystąpili do pacyfikacji kwartałów Mokotowa położonych najbliżej koszar. Mieszkańców ulic: Rakowieckiej, Puławskiej, Kazimierzowskiej, Rejtana, Wiśniowej, alei Niepodległości, Asfaltowej, Opoczyńskiej i Fałata wypędzano z domów, po czym wśród bicia i krzyku gnano do Stauferkaserne. Do godziny 20:00 kilkuset cywilów było zmuszonych czekać w deszczu na dziedzińcu koszar. Esesmani oddawali nad ich głowami serie strzałów z broni maszynowej, potęgując w ten sposób nastrój paniki. Do uwięzionych Polaków przemówił następnie dowodzący garnizonem Stauferkaserne SS-Obersturmführer Martin Patz. Oświadczył on zgromadzonym, że zostali zatrzymani w charakterze zakładników i jeżeli powstanie nie upadnie w ciągu trzech dni wszyscy zostaną rozstrzelani. Ponadto zapowiedział, że za każdego Niemca zabitego przez powstańców dokonywane będą egzekucje Polaków. Następnie mężczyzn odseparowano od kobiet i dzieci, po czym obie grupy ulokowano w różnych blokach koszarowych. Większość kobiet i dzieci zwolniono wieczorem następnego dnia.
W kolejnych dniach do Stauferkaserne nadal spędzano ludność Mokotowa – przede wszystkim mężczyzn. Koszary zaczęły pełnić funkcję prowizorycznego więzienia, a zarazem punktu zbornego dla wypędzanych mieszkańców dzielnicy. Funkcjonowało ono mniej więcej do połowy września 1944, choć wielu Polaków przetrzymywano w koszarach aż do początków października. Po dłuższym lub krótszym pobycie w Stauferkaserne więźniowie byli zazwyczaj kierowani do obozu przejściowego w Pruszkowie lub innych punktów zbornych utworzonych przez Niemców dla wypędzanej ludności Warszawy.

## Warunki bytowe więźniów
Pierwsza grupa mężczyzn spędzonych do Stauferkaserne otrzymała żywność i napoje dopiero następnego dnia, a niektórzy – dopiero po trzech dniach od zatrzymania. Począwszy mniej więcej od 5 sierpnia Niemcy pozwalali polskim kobietom donosić pożywienie krewnym uwięzionym w koszarach. Kilkakrotnie miały jednak miejsce przypadki, kiedy esesmani bez powodu otwierali ogień do idących pod białą flagą Polek. Kilka kobiet zostało wówczas zabitych lub rannych.
Więziony w Stauferkaserne Zbigniew Bujnowicz wspominał, że życie przetrzymywanych w koszarach Polaków przypominało warunki panujące w obozie koncentracyjnym. O godzinie 5:30 następowała pobudka, a następnie apel. Po apelu więźniom wydawano śniadanie, na które składały się zwykle 1-2 suchary i czarna kawa. Więźniowie pracowali do przerwy obiadowej o godz. 13:00. Zazwyczaj jako posiłek wydawano im wówczas porcję gotowanej kaszy. Później uwięzieni wracali do pracy, która trwała do godziny 19:00, kiedy to zaczynała się dwugodzinna przerwa na kolację. Po jej zakończeniu więźniowie pracowali aż do godziny 2:00 w nocy.
Praca jaką wykonywali więźniowie polegała m.in. na czyszczeniu latryn gołymi rękami, rozbieraniu powstańczych barykad, czyszczeniu czołgów, grzebaniu trupów, pracach ziemnych na terenie koszar (np. kopanie rowów łącznikowych), oczyszczaniu ulic, przenoszeniu i ładowaniu na samochody zrabowanych przez Niemców dóbr. Wiele spośród tych prac miało na celu jedynie wyczerpanie i upokorzenie zatrzymanych. Esesmani z załogi Stauferkaserne pastwili się nad więźniami przy byle okazji. Na porządku dziennym było nieustanne bicie.
Ciężkie warunki życia i pracy doprowadziły wkrótce do zupełnego wycieńczenia więźniów. Wśród przetrzymywanych w Stauferkaserne Polaków wybuchła epidemia dyzenterii. Po pewnym czasie grupa osób skupionych wokół inspektora PCK, Jana Wierzbickiego, zdołała jednak wymóc na Niemcach utworzenie oddziału sanitarnego złożonego z polskich więźniów. Początkowo składał się on z 16 członków, lecz po pewnym czasie jego liczebność sięgnęła 60 osób – w tym dwóch lekarzy i dwie pielęgniarki. Oddział sanitarny dysponował nawet własnym samochodem ciężarowym. Obok opieki nad więźniami Stauferkaserne personel sanitarny udzielał pomocy medycznej Polakom zamieszkującym kwartały Mokotowa opanowane przez Niemców (głównie na obszarze od ul. Rakowieckiej do ul. Madalińskiego), a także zajmował się grzebaniem zwłok zabitych cywilów i powstańców. Członkom personelu sanitarnego surowo zabroniono natomiast udzielania pomocy rannym Polakom, których podejrzewano o udział w powstaniu.

## Egzekucje na terenie Stauferkaserne
Na terenie Stauferkaserne zamordowano w czasie powstania warszawskiego co najmniej 100 mieszkańców Mokotowa. Już 3 sierpnia (inne zeznania podają datę 4 sierpnia) Niemcy losowo wybrali spośród więźniów około 45 mężczyzn, których następnie wyprowadzili partiami po 15 i rozstrzelali poza terenem koszar. Wśród zabitych znajdował się prawosławny pop, któremu esesmani kazali śpiewać przed rozstrzelaniem. Zwłoki pogrzebano na terenie położonego naprzeciwko Stauferkaserne więzienia mokotowskiego. Pozostałym więźniom oznajmiono, że egzekucja była odwetem za rzekome rozstrzelanie przez powstańców 30 volksdeutschów.
4 sierpnia przyprowadzono do Stauferkaserne grupę ok. 40 mężczyzn z domu położonego na rogu ulic Narbutta i al. Niepodległości. Wszystkich rozstrzelano ogniem karabinów maszynowych na dziedzińcu koszar. Rannych dobijano strzałami z pistoletów.
Na terenie koszar często dochodziło także do pojedynczych egzekucji, dokonywanych zazwyczaj na polecenie SS-Obersturmführera Patza. Między innymi, Patz kazał pewnego razu zastrzelić mężczyznę, którego nieprzyjemny grymas twarzy (wynikający z przyczyn zdrowotnych) uznał za kpinę ze swojej osoby. Z kolei gdy więźniowie zaczęli się buntować przeciwko wyniszczającemu trybowi pracy, esesmani za karę powiesili jednego z nich na oczach towarzyszy. Egzekucją kierował jeden z najokrutniejszych esesmanów z załogi Stauferkaserne, SS-Rottenführer Franckowiak.
Ponadto część spośród więzionych w koszarach mężczyzn została wywieziona gestapowskimi „budami” w nieznanym kierunku i ślad po nich zaginął. Między innymi, 9 sierpnia zabrano w ten sposób ok. 20–40 więźniów. Na przełomie sierpnia i września w podobny sposób zniknęło jednego dnia blisko 70 mężczyzn. Prawdopodobnie zabierani przez Gestapo Polacy byli rozstrzeliwani w ruinach Generalnego Inspektoratu Sił Zbrojnych bądź w innych miejscach straceń w pobliżu siedziby Sicherheitspolizei w al. Szucha. Więzione w Stauferkasserne kobiety pędzono natomiast w charakterze „żywych tarcz” przed niemieckimi czołgami.
8 sierpnia Patz wysłał delegację 100 kobiet do dowodzącego siłami AK na Mokotowie pułkownika „Daniela” z kategorycznym żądaniem kapitulacji, grożąc w przypadku odmowy rozstrzelaniem wszystkich więzionych w Stauferkaserne Polaków. Szantaż spalił jednak na panewce, gdyż „Daniel” zagroził zastosowaniem podobnych sankcji wobec wziętych do niewoli Niemców.

## Epilog
Budynki dawnej Stauferkaserne po wojnie nadal pełniły funkcję siedziby Sztabu Generalnego Wojska Polskiego (mieści się tam ona do dziś). Miejsce śmierci wielu mieszkańców Mokotowa nie zostało w żaden sposób upamiętnione.
W 1978 przed sądem w Kolonii rozpoczął się proces SS-Obersturmführera Martina Patza. Sądzono go przede wszystkim za mord na 600 więźniach zakładu karnego przy ulicy Rakowieckiej 37, dokonany przez podległych mu esesmanów w dniu 2 sierpnia 1944. W lutym 1980 Patz został uznany winnym i skazany na 9 lat więzienia. Sądzony w tym samym procesie Karl Misling otrzymał wyrok 4 lat więzienia.